# Вулкан (бомбардирский корабль, 1817)
«Вулкан» — парусный бомбардирский корабль Каспийской флотилии Российской империи, находившийся в составе флота с 1817 по 1831 год.

## Описание корабля
Парусный бомбардирский корабль с деревянным корпусом. Длина судна составляла 28,9 метра, ширина — 8,5 метра, а осадка — 3,4 метра. Вооружение корабля состояло из 14 орудий.

## История службы
Бомбардирский корабль «Вулкан» был заложен на стапеле Казанского адмиралтейства 11 (23) марта 1816 года и после спуска на воду в 1817 году вошёл в состав Каспийской флотилии России. Строительство корабля вёл кораблестроитель А. П. Антипьев.
В кампанию 1817 года совершил переход от Казани до Астрахани.
В кампании начиная с 1818 года выходил в плавания в Каспийское море.
По окончании службы в 1831 году бомбардирский корабль «Вулкан» был разобран в Астрахани.

## Командиры корабля
Командирами бомбардирского корабля «Вулкан» в составе Российского императорского флота в разное время служили:
- Н. В. Коробка (1817 год);
- С. А. Николаев (1818—1822 годы);
- И. Г. Волков (1823 год).

### Комментарии
1. ↑  95 футов[1].
2. ↑  28 футов[1].
3. ↑  11 футов[1].